# 羽鸟站

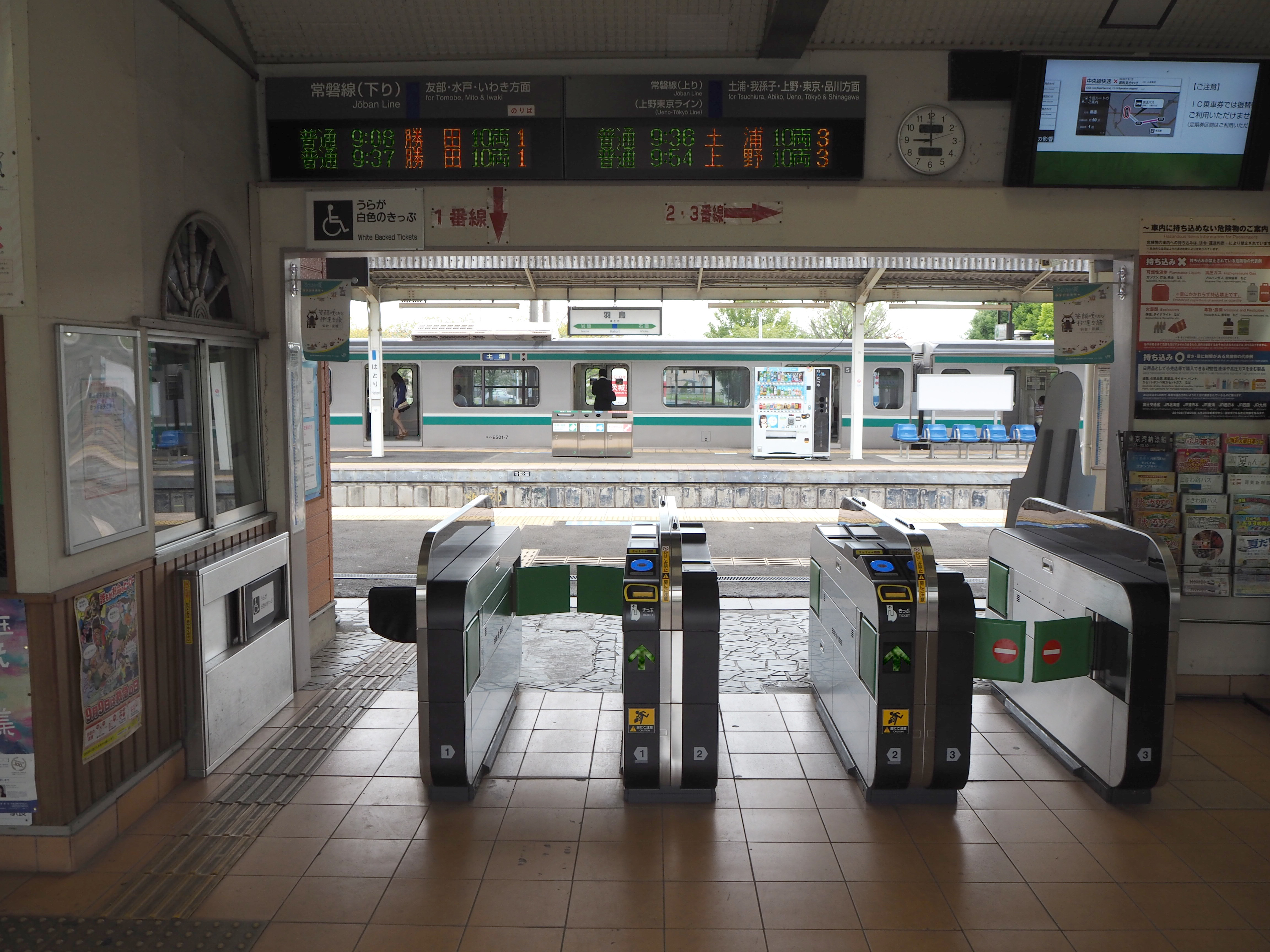
检票口（2016年9月）

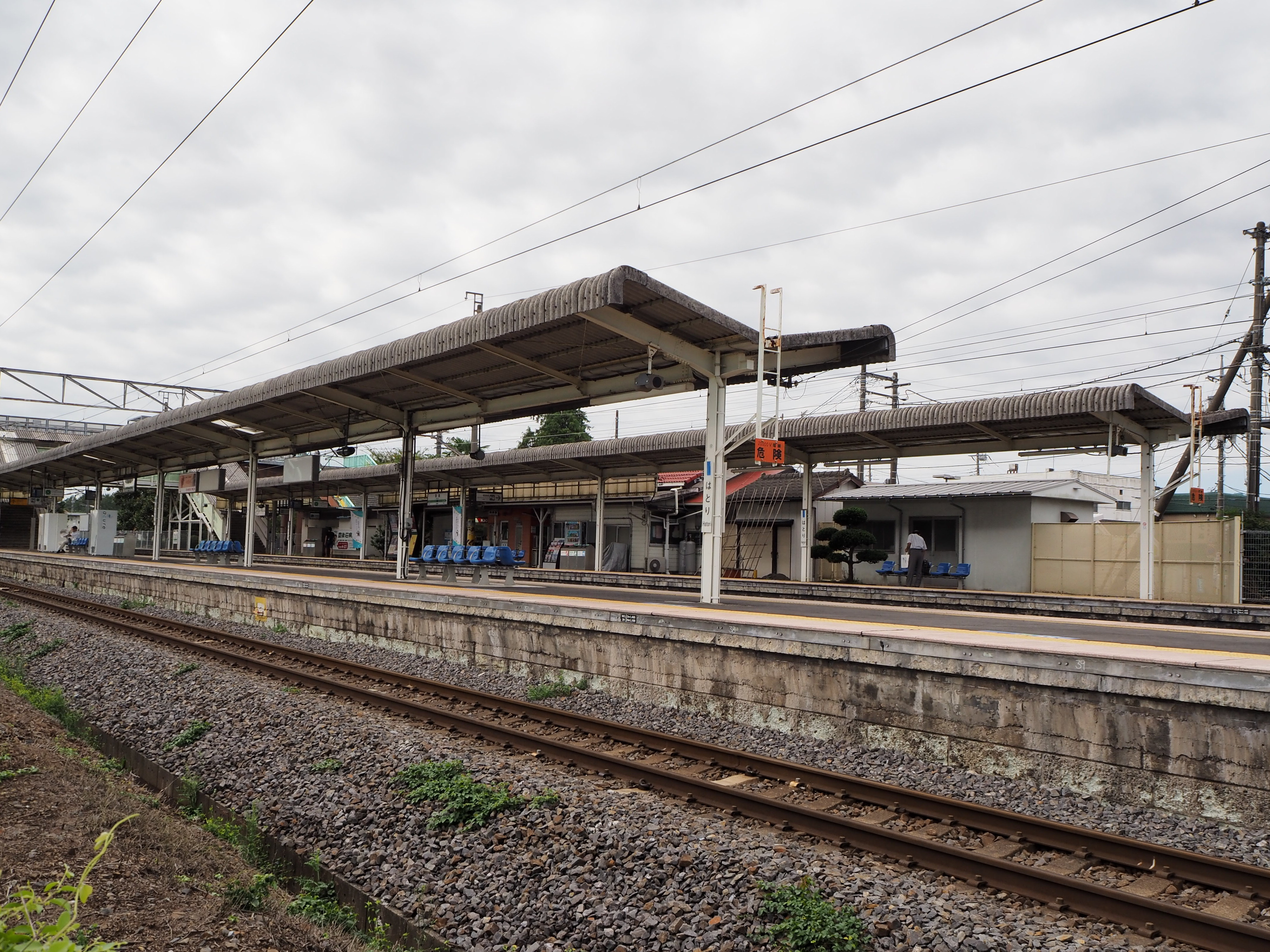
站台（2016年9月）

羽鸟站（日语：／ Hatori eki */?）位于茨城县小美玉市，是东日本旅客铁道（JR東日本）管辖的鐵路車站。

## 历史
- 1895年12月1日 - 作为日本铁道车站投入运营。
- 1909年10月12日 - 归属常磐线。
- 1971年10月1日 - 取消办理货运业务。
- 1987年4月1日 - 国铁分割民营化后成为JR东日本车站。
- 2001年11月18日 - 支持使用Suica。
- 2015年2月10日 - 安装指定席自动售票机。
- 2017年9月19日 - 开始准备建设上跨式站房和东西联络通道[2]。

## 车站结构
侧式站台1台1线与岛式站台1台2线构成的地上车站。站台之间通过跨线桥连接。
石冈站管理，JR东日本车站服务委托的业务委托站。设有Suica自动闸机和指定席自动售票机。

### 站台配置
| 站台 | 路线    | 方向 | 目的地                                    |
| ---- | ------- | ---- | ----------------------------------------- |
| 1    | ■常磐線 | 下行 | 水户、日立、磐城方向                      |
| 2、3 | ■常磐線 | 上行 | 土浦、上野、東京、品川方向 （上野东京线） |

（來源：JR東日本:車站構內圖 （页面存档备份，存于））
- 2站台主要用于通过列车待避

## 使用情况
根據JR東日本，2018年度（平成30年度）1日平均上車人次為2,313人。
近年的推移如下表。
| 上車人次推移       | 上車人次推移     | 上車人次推移    |
| 年度               | 1日平均 上車人次 | 來源            |
| ------------------ | ---------------- | --------------- |
| 2000年（平成12年） | 2,667            | [ 利用客数 1 ]  |
| 2001年（平成13年） | 2,580            | [ 利用客数 2 ]  |
| 2002年（平成14年） | 2,490            | [ 利用客数 3 ]  |
| 2003年（平成15年） | 2,404            | [ 利用客数 4 ]  |
| 2004年（平成16年） | 2,386            | [ 利用客数 5 ]  |
| 2005年（平成17年） | 2,358            | [ 利用客数 6 ]  |
| 2006年（平成18年） | 2,363            | [ 利用客数 7 ]  |
| 2007年（平成19年） | 2,354            | [ 利用客数 8 ]  |
| 2008年（平成20年） | 2,387            | [ 利用客数 9 ]  |
| 2009年（平成21年） | 2,327            | [ 利用客数 10 ] |
| 2010年（平成22年） | 2,262            | [ 利用客数 11 ] |
| 2011年（平成23年） | 2,230            | [ 利用客数 12 ] |
| 2012年（平成24年） | 2,261            | [ 利用客数 13 ] |
| 2013年（平成25年） | 2,343            | [ 利用客数 14 ] |
| 2014年（平成26年） | 2,299            | [ 利用客数 15 ] |
| 2015年（平成27年） | 2,301            | [ 利用客数 16 ] |
| 2016年（平成28年） | 2,319            | [ 利用客数 17 ] |
| 2017年（平成29年） | 2,313            | [ 利用客数 18 ] |
| 2018年（平成30年） | 2,316            | [ 利用客数 19 ] |

## 相鄰車站
東日本旅客鐵道（JR東日本）
■常磐線
石岡－羽鳥－岩間

### 使用情况
1. ↑  . 東日本旅客鉄道.   [2019-03-06]. （原始内容存档于2019-03-28）.
2. ↑  . 東日本旅客鉄道.   [2019-03-06]. （原始内容存档于2019-03-28）.
3. ↑  . 東日本旅客鉄道.   [2019-03-06]. （原始内容存档于2019-03-28）.
4. ↑  . 東日本旅客鉄道.   [2019-03-06]. （原始内容存档于2019-03-28）.
5. ↑  . 東日本旅客鉄道.   [2019-03-06]. （原始内容存档于2019-03-28）.
6. ↑  . 東日本旅客鉄道.   [2019-03-06]. （原始内容存档于2019-03-28）.
7. ↑  . 東日本旅客鉄道.   [2019-03-06]. （原始内容存档于2019-03-28）.
8. ↑  . 東日本旅客鉄道.   [2019-03-06]. （原始内容存档于2019-03-28）.
9. ↑  . 東日本旅客鉄道.   [2019-03-06]. （原始内容存档于2019-03-28）.
10. ↑  . 東日本旅客鉄道.   [2019-03-06]. （原始内容存档于2019-03-28）.
11. ↑  . 東日本旅客鉄道.   [2019-03-06]. （原始内容存档于2019-03-28）.
12. ↑  . 東日本旅客鉄道.   [2019-03-06]. （原始内容存档于2019-03-28）.
13. ↑  . 東日本旅客鉄道.   [2019-03-06]. （原始内容存档于2019-03-22）.
14. ↑  . 東日本旅客鉄道.   [2019-03-06]. （原始内容存档于2016-03-04）.
15. ↑  . 東日本旅客鉄道.   [2019-03-06]. （原始内容存档于2019-03-22）.
16. ↑  . 東日本旅客鉄道.   [2019-03-06]. （原始内容存档于2019-03-22）.
17. ↑  . 東日本旅客鉄道.   [2019-03-06]. （原始内容存档于2019-03-22）.
18. ↑  . 東日本旅客鉄道.   [2019-07-09]. （原始内容存档于2019-03-22）.
19. ↑  . 東日本旅客鉄道.   [2019-07-09]. （原始内容存档于2019-07-05）.

## 外部連結
- 車站資訊（羽鳥）：東日本旅客鐵道